# Lineamento Pernambuco
O Lineamento Pernambuco é uma zona de cisalhamento transcorrente que atravessa o estado brasileiro de Pernambuco, possuindo mais de 700 km de extensão com direção E-W, além de ramificações. Faz parte da porção central da Província Borborema, foi formada no final da Orogênese Brasiliana, com idade de 591Ma, Período Ediacarano, final do Neoproterozóico. O Lineamento corroborou para a formação de algumas bacias sedimentares devido a reativações ao longo do tempo geológico.

## Geologia

### Contexto Geotectônico
A história de formação do Lineamento Pernambuco está associada ao terreno que ele está inserido, a Província Borborema. Trata-se de um cinturão de dobramentos Pan-Africano no Brasil e África formado no decorrer do ciclo Brasiliano, resultado da convergência e colisão de blocos continentais arqueanos e paleoproterozóicos durante a amalgamação do Gondwana. Estudos mais recentes estabeleceram a idade específica para o Lineamento, cerca de 591 ± 4 Ma (Período Ediacarano – Neoproterozóico), corresponde ao final do ciclo Brasiliano, desse modo, a hipótese de formação mais aceita atualmente consiste em considerar o Lineamento Pernambuco como uma zona de cisalhamento intracontinental, ou seja, desenvolvida dentro de um único bloco crustal em estágios finais e tardios da Orogenia Brasiliana.
O Lineamento é uma grande estrutura geológica que possui grande importância na história e no desenvolvimento de modelos geotectônicos da Província Borborema, e de algumas bacias sedimentares associadas. A orogênese brasiliana está associada com o desenvolvimento de um sistema de zonas de cisalhamento que ocorrem por aproximadamente 200.000 km² ao longo de toda a Província Borborema, portanto, elas são utilizadas para subdividi-la em domínios e facilitar o entendimento. O Lineamento Pernambuco está inserido entre o Domínio Central e o Domínio Sul. Ademais, o Lineamento também separa bacias sedimentares mais recentes, ao norte, tem-se a Bacia Sedimentar Recife-João Pessoa e ao sul, localiza-se a Bacia Vulcano-Sedimentar do Cabo.

#### Esquema Tectono-Estratigráfico
As seguintes unidades tectônicas são reconhecidas para o pré-cambriano pernambucano:
- Terrenos do Domínio da Zona Transversal (localizada entre os Lineamentos Patos e Pernambuco)
  - Granjeiro/Ouricuri: Caracterizado por unidades do Arqueano e do Neoproterozóico/ Cambriano, além de coberturas cenozóicas.
  - Piancó/Alto Brígida: Inclui unidades que vão desde o Arqueano até o Cambriano
  - Alto Pajeú: Os litotipos deste terreno são datados do Paleoproterozóico ao Cambriano.
  - Alto Moxotó: Possui unidades do Arqueano ao Cambriano, além de coberturas cenozóicas.
  - Rio Capibaribe: Inclui em seu arcabouço estratigráfico unidades datadas do Paleoproterozóico ao Cambriano, e também coberturas cenozóicas.
- Terrenos do Domínio Externo (localizado ao sul do Lineamento Pernambuco):
  - Terreno Riacho do Pontal: Seus litotipos vão do Mesoproterozóico ao Cambriano, além de possuir coberturas cenozóicas.
  - Terreno Pernambuco/ Alagoas: Abriga unidades datadas do Paleomesozóico ao Cambriano

O Lineamento Pernambuco (Síntese da Geologia de Pernambuco, 2021) atravessa também sequências Fanerozóicas, sendo elas duas Bacias Sedimentares situadas dentro da Província Costeira e Continental Marginal: a Faixa Sedimentar Costeira Pernambuco/Paraíba e a Bacia do Jatobá.

##### Faixa Sedimentar Costeira Pernambuco/Paraíba
Divididas pelo Lineamento Pernambuco, há duas Bacias dentro dessa faixa. Ao norte do lineamento, encontra-se a Bacia Sedimentar Recife-João Pessoa e ao sul, localiza-se a Bacia Vulcano-Sedimentar do Cabo.
- Bacia Sedimentar Recife-João Pessoa: O pacote sedimentar que repousa sobre as unidades do embasamento pré-cambriano é do Grupo Paraíba. Ele é composto por uma sequência de sedimentos continentais (Formação Beberibe) e marinhos (formações Gramame e Maria Farinha).
- Bacia Vulcano-Sedimentar do Cabo: Ela inclui uma sequência vulcano-sedimentar chamada de Grupo Pernambuco. Ele é constituído da base para o topo pelos conglomerados, arcósios, arenitos grosseiros e siltitos da Formação Cabo, pelas manifestações vulcânicas, subvulcânicas e plutônicas da Formação Ipojuca, pelos calcários da Formação Estivas e pelos conglomerados e arcósios da Formação Algodoais.

##### Bacia do Jatobá
Os sedimentos desta bacia registram a evolução da fragmentação intracontinental que dividiu Gondwana em América do Sul e África. Da base para o topo, suas unidades litoestratigráficas são: Grupo Jatobá (formações Tacaratu e Inajá), Grupo Brotas (formações Aliança e Sergi), Grupo Santo Amaro (Formação Candeias), Grupo Ilhas, Grupo Massacará (Formação São Sebastião), Formação Marizal, Grupo Santana (formações Crato e Romualdo), Formação Exu e coberturas cenozóicas.

## Estrutural
O Lineamento Pernambuco é uma zona de cisalhamento rúptil-dúctil da Província Borborema formada no Evento Brasiliano. A zona de cisalhamento principal (Lineamento Pernambuco) é de orientação E-W e destral, e de forma geral, as estruturas menores de orientação E-W são destrais, enquanto as NE-SW são sinistrais.
A deformação se caracteriza pela existência de foliação milonítica penetrativa, com lineação de estiramento. A foliação é indicada por cristais orientados de biotita, fitas de quartzo e porfiroclastos de feldspatos. Em regiões menos deformadas ocorrem foliações S-C, mas onde a deformação é alta há transposição das estruturas S pelas C. A diferença da deformação nas rochas é controlada principalmente pela reologia dos materiais.
Atualmente a zona de cisalhamento responde a esforços compressionais de direção E-W e de tensão na direção N-S.

### Eventos sísmicos
Na região do Lineamento Pernambuco ocorrem diversos eventos sísmicos, os quais ocorrem por reativação de falhas e são conhecidos desde o século XIX.
Caruaru, no estado de Pernambuco, é a cidade que mais concentra sismos nas proximidades do Lineamento Pernambuco. Mas o sismo de maior magnitude registrado teve epicentro localizado em um distrito da cidade de São Caetano, PE, ocorreu no dia 20 de maio de 2006 e alcançou 4,0 mR e intensidade VI MM.

#### Reativações[8]:
- No Cretáceo, devido a abertura do Oceano Atlântico;
- No Barremiano-Albiano (130-100Ma), formando a Bacia do Jatobá;
- Do Barremiano (130Ma) ao Terciário (60-50Ma), na região costeira, originando um horst que marca os limites norte e sul das bacias Pernambuco e Paraíba e a Falha de Ibimirim.